# Tashkent Open 2012
Il  Tashkent Open 2012 è stato un torneo di tennis giocato all'aperto sul Cemento. Questa era la 14ª edizione dell'evento e fa parte della categoria International del WTA Tour 2012. Il Tashkent Open si è giocato dal 10 al 15 settembre 2012 al Tashkent Tennis Center di Tashkent, in Uzbekistan.

## Partecipanti

### Teste di serie
| Nazionalità | Giocatrice           | Ranking* | Testa di serie |
| ----------- | -------------------- | -------- | -------------- |
| Romania     | Monica Niculescu     | 33       | 1              |
| Polonia     | Urszula Radwańska    | 43       | 2              |
| Francia     | Alizé Cornet         | 50       | 3              |
| Slovacchia  | Magdaléna Rybáriková | 66       | 4              |
| Romania     | Alexandra Cadanțu    | 68       | 5              |
| Serbia      | Bojana Jovanovski    | 72       | 6              |
| Russia      | Aleksandra Panova    | 76       | 7              |
| Kazakistan  | Galina Voskoboeva    | 80       | 8              |

* Ranking al 27 di agosto 2012

### Altre partecipanti
Giocatrici che hanno ricevuto una Wild card:
- Nigina Abduraimova
- Vlada Ėkšibarova
- Sabina Sharipova

Giocatrici passate dalle qualificazioni:

- Ekaterina Byčkova
- Anna Čakvetadze
- Vesna Dolonc
- Donna Vekić
- Mónica Puig (Lucky loser)

## Campionesse

### Singolare
Irina-Camelia Begu ha battuto in finale  Donna Vekić con il punteggio di 6–4, 6–4.
- È il primo titolo WTA in carriera per la Begu.

### Doppio
Paula Kania /  Polina Pekhova hanno battuto in finale  Anna Čakvetadze /  Vesna Dolonc che si sono ritirate dopo avere perso il primo set 6–2.